# محمية بوريجي للحياة البرية
محمية بوريجي للصيد في تنزانيا بجانب بحيرة بوريجي. تأسست عام 1980. تبلغ مساحة المحمية الأفريقية 2200 كيلومتر مربع.